# Coomanum singulare
Coomanum singulare är en skalbaggsart som beskrevs av Maurice Pic 1927. Coomanum singulare ingår i släktet Coomanum och familjen långhorningar. Inga underarter finns listade i Catalogue of Life.